# Cantó de Saint-Quentin-Nord
El cantó de Saint-Quentin-Nord és un cantó de França. És del departament de l'Aisne, als Alts de França.

## Història
El cantó de Saint-Quentin-Nord fou creat el 1973, amb la divisió de l'antic cantó de Saint-Quentin.

## Administració
Des del 2001, el Conseller General és Jérôme Lavrilleux (UMP).

## Composició
El cantó agrupa 11 municipis i té un total de 24.784 habitants (2008)
- Essigny-le-Petit: 358 habitants.
- Fieulaine: 279 habitants.
- Fonsomme: 516 habitants.
- Fontaine-Notre-Dame: 389 habitants.
- Lesdins: 811 habitants.
- Marcy: 162 habitants.
- Morcourt: 590 habitants.
- Omissy: 814 habitants.
- Remaucourt: 330 habitants.
- Rouvroy: 380 habitants.
- Saint-Quentin: 20.155 habitants (a la part del municipi que pertany a aquest cantó).

## Demografia
- 1990: 26.580 habitants.
- 1999: 25.830 habitants.
- 2006: 24.893 habitants.
- 2008: 24.784 habitants.[1]